# Stagioni dei Philadelphia Eagles
Questa è la lista delle stagioni sportive dei Philadelphia Eagles nella National Football League che documenta i risultati stagione per stagione dal 1933 ad oggi, compresi i risultati nei play-off.
I Philadelphia Eagles vinsero la loro 500ª partita il 26 ottobre 2008 battendo gli Atlanta Falcons per 27-14, diventando la settima squadra della NFL a raggiungere tale risultato.
Gli Eagles hanno vinto tre Campionati NFL nel 1948, 1949 e 1960.

## Risultati stagione per stagione
| Cronistoria dei Philadelphia Eagles | Cronistoria dei Philadelphia Eagles | Cronistoria dei Philadelphia Eagles | Cronistoria dei Philadelphia Eagles | Cronistoria dei Philadelphia Eagles | Cronistoria dei Philadelphia Eagles | Cronistoria dei Philadelphia Eagles | Cronistoria dei Philadelphia Eagles | Cronistoria dei Philadelphia Eagles | Cronistoria dei Philadelphia Eagles | Cronistoria dei Philadelphia Eagles |                              |
| Stagione di lega                    | Stagione di squadra                 | Lega                                | Conference                          | Division                            | Stagione regolare                   | Stagione regolare                   | Stagione regolare                   | Stagione regolare                   | Play-off | Premi individuali |                              |
| Stagione di lega                    | Stagione di squadra                 | Lega                                | Conference                          | Division                            | Pos.                                | V                                   | S                                   | P                                   | Play-off | Premi individuali |                              |
| ----------------------------------- | ----------------------------------- | ----------------------------------- | ----------------------------------- | ----------------------------------- | ----------------------------------- | ----------------------------------- | ----------------------------------- | ----------------------------------- | --- | --- | ---------------------------- |
| 1933                                | 1933                                | NFL                                 | NFL                                 | Eastern                             | 4                                   | 3                                   | 5                                   | 1                                   | non disputati | Inserita nella NFL Eastern come Pittsburgh Pirates.                                                                                        |                              |
| 1934                                | 1934                                | NFL                                 | NFL                                 | Eastern                             | T-3                                 | 4                                   | 7                                   | 0                                   | non disputati | |                              |
| 1935                                | 1935                                | NFL                                 | NFL                                 | Eastern                             | 5                                   | 2                                   | 9                                   | 0                                   | non disputati | |                              |
| 1936                                | 1936                                | NFL                                 | NFL                                 | Eastern                             | 5                                   | 1                                   | 11                                  | 0                                   | non disputati | |                              |
| 1937                                | 1937                                | NFL                                 | NFL                                 | Eastern                             | 5                                   | 2                                   | 8                                   | 0                                   | non disputati | |                              |
| 1938                                | 1938                                | NFL                                 | NFL                                 | Eastern                             | 4                                   | 5                                   | 6                                   | 0                                   | non disputati | |                              |
| 1939                                | 1939                                | NFL                                 | NFL                                 | Eastern                             | T-4                                 | 1                                   | 9                                   | 1                                   | non disputati | |                              |
| 1940                                | 1940                                | NFL                                 | NFL                                 | Eastern                             | 5                                   | 1                                   | 10                                  | 0                                   | non disputati | |                              |
| 1941                                | 1941                                | NFL                                 | NFL                                 | Eastern                             | 4                                   | 2                                   | 8                                   | 1                                   | non disputati | |                              |
| 1942                                | 1942                                | NFL                                 | NFL                                 | Eastern                             | 5                                   | 2                                   | 9                                   | 0                                   | non disputati | |                              |
| 1943                                | 1943                                | NFL                                 | NFL                                 | Eastern                             | 3                                   | 5                                   | 4                                   | 1                                   | non disputati | A causa della seconda guerra mondiale in questa stagione vennero fusi con i Pittsburgh Steelers e assunsero la denominazione di "Steagles" |                              |
| 1944                                | 1944                                | NFL                                 | NFL                                 | Eastern                             | 2                                   | 7                                   | 1                                   | 2                                   | non disputati | Ritornano a chiamarsi Philadelphia Eagles.                                                                                                 |                              |
| 1945                                | 1945                                | NFL                                 | NFL                                 | Eastern                             | 2                                   | 7                                   | 3                                   | 0                                   | non disputati | |                              |
| 1946                                | 1946                                | NFL                                 | NFL                                 | Eastern                             | 2                                   | 6                                   | 5                                   | 0                                   | non disputati | |                              |
| 1947                                | 1947                                | NFL                                 | NFL                                 | Eastern                             | 1                                   | 8                                   | 4                                   | 0                                   | V Eastern divisional play-off contro i Pittsburgh Steelers (21-0) S NFL Championship contro i Chicago Cardinals (28-21)                                                 | |                              |
| 1948                                | 1948                                | NFL                                 | NFL                                 | Eastern                             | 1                                   | 9                                   | 2                                   | 1                                   | V NFL Championship contro i Chicago Cardinals (7-0) | |                              |
| 1949                                | 1949                                | NFL                                 | NFL                                 | Eastern                             | 1                                   | 11                                  | 1                                   | 0                                   | V NFL Championship contro i L.A. Rams (14-0) | |                              |
| 1950                                | 1950                                | NFL                                 | American                            |                                     | T-3                                 | 6                                   | 6                                   | 0                                   | non disputati | Inseriti nella NFL American non ci sono division.                                                                                          |                              |
| 1951                                | 1951                                | NFL                                 | American                            |                                     | 5                                   | 4                                   | 8                                   | 0                                   | non disputati | |                              |
| 1952                                | 1952                                | NFL                                 | American                            |                                     | T-2                                 | 7                                   | 5                                   | 0                                   | non disputati | |                              |
| 1953                                | 1953                                | NFL                                 | Eastern                             |                                     | 2                                   | 7                                   | 4                                   | 1                                   | non disputati | Inseriti nella NFL Eastern continuano a non esserci division.                                                                              |                              |
| 1954                                | 1954                                | NFL                                 | Eastern                             |                                     | 2                                   | 7                                   | 4                                   | 1                                   | non disputati | |                              |
| 1955                                | 1955                                | NFL                                 | Eastern                             |                                     | T-4                                 | 4                                   | 7                                   | 1                                   | non disputati | |                              |
| 1956                                | 1956                                | NFL                                 | Eastern                             |                                     | 6                                   | 3                                   | 8                                   | 1                                   | non disputati | |                              |
| 1957                                | 1957                                | NFL                                 | Eastern                             |                                     | 5                                   | 4                                   | 8                                   | 0                                   | non disputati | |                              |
| 1958                                | 1958                                | NFL                                 | Eastern                             |                                     | T-5                                 | 2                                   | 9                                   | 1                                   | non disputati | |                              |
| 1959                                | 1959                                | NFL                                 | Eastern                             |                                     | T-2                                 | 7                                   | 5                                   | 0                                   | non disputati | |                              |
| 1960                                | 1960                                | NFL                                 | Eastern                             |                                     | 1                                   | 10                                  | 2                                   | 0                                   | V NFL Championship contro i Green Bay Packers (17-13) | |                              |
| 1961                                | 1961                                | NFL                                 | Eastern                             |                                     | 2                                   | 10                                  | 4                                   | 0                                   | non disputati | |                              |
| 1962                                | 1962                                | NFL                                 | Eastern                             |                                     | 7                                   | 3                                   | 10                                  | 1                                   | non disputati | |                              |
| 1963                                | 1963                                | NFL                                 | Eastern                             |                                     | 7                                   | 2                                   | 10                                  | 2                                   | non disputati | |                              |
| 1964                                | 1964                                | NFL                                 | Eastern                             |                                     | T-3                                 | 6                                   | 8                                   | 0                                   | non disputati | |                              |
| 1965                                | 1965                                | NFL                                 | Eastern                             |                                     | T-5                                 | 5                                   | 9                                   | 0                                   | non disputati | |                              |
| 1966                                | 1966                                | NFL                                 | Eastern                             |                                     | T-2                                 | 9                                   | 5                                   | 0                                   | non disputati | Viene giocato il 1º Super Bowl. |                              |
| 1967                                | 1967                                | NFL                                 | Eastern                             | Capitol                             | 2                                   | 6                                   | 7                                   | 1                                   | non disputati | Inseriti nella Eastern Conference Division Capitol.                                                                                        |                              |
| 1968                                | 1968                                | NFL                                 | Eastern                             | Capitol                             | 4                                   | 2                                   | 12                                  | 0                                   | non disputati | |                              |
| 1969                                | 1969                                | NFL                                 | Eastern                             | Capitol                             | 4                                   | 4                                   | 9                                   | 1                                   | non disputati | |                              |
| 1970                                | 1970                                | NFL                                 | NFC                                 | East                                | 5                                   | 3                                   | 10                                  | 1                                   | non disputati | Inseriti nella NFC East a seguito della fusione tra AFL e NFL.                                                                             |                              |
| 1971                                | 1971                                | NFL                                 | NFC                                 | East                                | 3                                   | 6                                   | 7                                   | 1                                   | non disputati | |                              |
| 1972                                | 1972                                | NFL                                 | NFC                                 | East                                | 5                                   | 2                                   | 11                                  | 1                                   | non disputati | |                              |
| 1973                                | 1973                                | NFL                                 | NFC                                 | East                                | 3                                   | 5                                   | 8                                   | 1                                   | non disputati | |                              |
| 1974                                | 1974                                | NFL                                 | NFC                                 | East                                | 4                                   | 7                                   | 7                                   | 0                                   | non disputati | |                              |
| 1975                                | 1975                                | NFL                                 | NFC                                 | East                                | 5                                   | 4                                   | 10                                  | 0                                   | non disputati | |                              |
| 1976                                | 1976                                | NFL                                 | NFC                                 | East                                | 4                                   | 4                                   | 10                                  | 0                                   | non disputati | |                              |
| 1977                                | 1977                                | NFL                                 | NFC                                 | East                                | 4                                   | 5                                   | 9                                   | 0                                   | non disputati | |                              |
| 1978                                | 1978                                | NFL                                 | NFC                                 | East                                | 2                                   | 9                                   | 7                                   | 0                                   | S Wild Card Game contro gli Atlanta Falcons (14-13) | Da questa stagione le partite della stagione regolare diventano 16.                                                                        |                              |
| 1979                                | 1979                                | NFL                                 | NFC                                 | East                                | 2                                   | 11                                  | 5                                   | 0                                   | V Wild Card Game contro gli Chicago Bears (27-17) S Divisional play-off contro i Tampa Bay Buccaneers (24-17)                                                           | |                              |
| 1980                                | 1980                                | NFL                                 | NFC                                 | East                                | 1                                   | 12                                  | 4                                   | 0                                   | V Divisional play-off contro i Minnesota Vikings (31-16) V NFC Championship contro i Dallas Cowboys (20-7) S Super Bowl XV contro gli Oakland Raiders (27-10)           | |                              |
| 1981                                | 1981                                | NFL                                 | NFC                                 | East                                | 2                                   | 10                                  | 6                                   | 0                                   | S Wild Card Game contro i New York Giants (27-21) | |                              |
| 1982                                | 1982                                | NFL                                 | NFC                                 |                                     | 13                                  | 3                                   | 6                                   | 0                                   | non disputati | A causa di uno sciopero nella stagione si disputarono solo 9 partite e non vi furono classifiche di Division.                              |                              |
| 1983                                | 1983                                | NFL                                 | NFC                                 | East                                | 4                                   | 5                                   | 11                                  | 0                                   | non disputati | |                              |
| 1984                                | 1984                                | NFL                                 | NFC                                 | East                                | 5                                   | 6                                   | 9                                   | 1                                   | non disputati | |                              |
| 1985                                | 1985                                | NFL                                 | NFC                                 | East                                | 4                                   | 7                                   | 9                                   | 0                                   | non disputati | |                              |
| 1986                                | 1986                                | NFL                                 | NFC                                 | East                                | 4                                   | 5                                   | 10                                  | 1                                   | non disputati | |                              |
| 1987                                | 1987                                | NFL                                 | NFC                                 | East                                | 4                                   | 7                                   | 8                                   | 0                                   | non disputati | In questa stagione a causa di uno sciopero hanno giocato una partita in meno.                                                              |                              |
| 1988                                | 1988                                | NFL                                 | NFC                                 | East                                | 1                                   | 10                                  | 6                                   | 0                                   | S Divisional play-off contro i Chicago Bears (20-12) | |                              |
| 1989                                | 1989                                | NFL                                 | NFC                                 | East                                | 2                                   | 11                                  | 5                                   | 0                                   | S Wild Card Game contro i L.A. Rams (21-7) | |                              |
| 1990                                | 1990                                | NFL                                 | NFC                                 | East                                | 2                                   | 10                                  | 6                                   | 0                                   | S Wild Card Game contro i Washington Redskins (20-6) | |                              |
| 1991                                | 1991                                | NFL                                 | NFC                                 | East                                | 3                                   | 10                                  | 6                                   | 0                                   | non disputati | |                              |
| 1992                                | 1992                                | NFL                                 | NFC                                 | East                                | 2                                   | 11                                  | 5                                   | 0                                   | V Wild Card Game contro i New Orleans Saints (36-20) S Divisional play-off contro i Dallas Cowboys (34-10)                                                              | |                              |
| 1993                                | 1993                                | NFL                                 | NFC                                 | East                                | 3                                   | 8                                   | 8                                   | 0                                   | non disputati | |                              |
| 1994                                | 1994                                | NFL                                 | NFC                                 | East                                | 4                                   | 7                                   | 9                                   | 0                                   | non disputati | |                              |
| 1995                                | 1995                                | NFL                                 | NFC                                 | East                                | 2                                   | 10                                  | 6                                   | 0                                   | V Wild Card Game contro i Detroit Lions (58-37) S Divisional play-off contro i Dallas Cowboys (30-11)                                                                   | |                              |
| 1996                                | 1996                                | NFL                                 | NFC                                 | East                                | 2                                   | 10                                  | 6                                   | 0                                   | S Wild Card Game contro i San Francisco 49ers (14-0) | |                              |
| 1997                                | 1997                                | NFL                                 | NFC                                 | East                                | 3                                   | 6                                   | 9                                   | 1                                   | non disputati | |                              |
| 1998                                | 1998                                | NFL                                 | NFC                                 | East                                | 5                                   | 3                                   | 13                                  | 0                                   | non disputati | |                              |
| 1999                                | 1999                                | NFL                                 | NFC                                 | East                                | 5                                   | 5                                   | 11                                  | 0                                   | non disputati | |                              |
| 2000                                | 2000                                | NFL                                 | NFC                                 | East                                | 2                                   | 11                                  | 5                                   | 0                                   | V Wild Card Game contro i Tampa Bay Buccaneers (21-3) S Divisional play-off contro i New York Giants (20-10)                                                            | |                              |
| 2001                                | 2001                                | NFL                                 | NFC                                 | East                                | 1                                   | 11                                  | 5                                   | 0                                   | V Wild Card Game contro i Tampa Bay Buccaneers (31-9) V Divisional play-off contro i Chicago Bears (33-19) S NFC Championship contro i Saint Louis Rams (29-24)         | |                              |
| 2002                                | 2002                                | NFL                                 | NFC                                 | East                                | 1                                   | 12                                  | 4                                   | 0                                   | V Divisional play-off contro gli Atlanta Falcons (20-6) S NFC Championship contro i Tampa Bay Buccaneers (27-10)                                                        | |                              |
| 2003                                | 2003                                | NFL                                 | NFC                                 | East                                | 1                                   | 12                                  | 4                                   | 0                                   | V Divisional play-off contro i Green Bay Packers (20-17) S NFC Championship contro i Carolina Panthers (14-3)                                                           | |                              |
| 2004                                | 2004                                | NFL                                 | NFC                                 | East                                | 1                                   | 13                                  | 3                                   | 0                                   | V Divisional play-off contro i Minnesota Vikings (27-14) V NFC Championship contro gli Atlanta Falcons (27-10) S Super Bowl XXXIX contro i New England Patriots (24-21) | |                              |
| 2005                                | 2005                                | NFL                                 | NFC                                 | East                                | 4                                   | 6                                   | 10                                  | 0                                   | non disputati | |                              |
| 2006                                | 2006                                | NFL                                 | NFC                                 | East                                | 1                                   | 10                                  | 6                                   | 0                                   | V Wild Card Game contro i New York Giants (23-20) S Divisional play-off contro i New Orleans Saints (27-24)                                                             | |                              |
| 2007                                | 2007                                | NFL                                 | NFC                                 | East                                | 4                                   | 8                                   | 8                                   | 0                                   | non disputati | |                              |
| 2008                                | 2008                                | NFL                                 | NFC                                 | East                                | 2                                   | 9                                   | 6                                   | 1                                   | V Wild Card Game contro i Minnesota Vikings (26-14) V Divisional play-off contro i New York Giants (23-11) S NFC Championship contro gli Arizona Cardinals (32-25)      | |                              |
| 2009                                | 2009                                | NFL                                 | NFC                                 | East                                | 2                                   | 11                                  | 5                                   | 0                                   | S Wild Card Game contro i Dallas Cowboys (34-14) | |                              |
| 2010                                | 2010                                | NFL                                 | NFC                                 | East                                | 1                                   | 10                                  | 6                                   | 0                                   | S Wild Card Game contro i Green Bay Packers (21-16) | |                              |
| 2011                                | 2011                                | NFL                                 | NFC                                 | East                                | 2                                   | 8                                   | 8                                   | 0                                   | non disputati | |                              |
| 2012                                | 2012                                | NFL                                 | NFC                                 | East                                | 4                                   | 4                                   | 12                                  | 0                                   | non disputati | |                              |
| 2013                                | 2013                                | NFL                                 | NFC                                 | East                                | 1                                   | 10                                  | 6                                   | 0                                   | S Wild Card Game contro i New Orleans Saints (26-24) | |                              |
| 2014                                | 2014                                | NFL                                 | NFC                                 | East                                | 2                                   | 10                                  | 6                                   | 0                                   | non disputati | |                              |
| 2015                                | 2015                                | NFL                                 | NFC                                 | East                                | 2                                   | 7                                   | 9                                   | 0                                   | non disputati | |                              |
| 2016                                | 2016                                | NFL                                 | NFC                                 | East                                | 4                                   | 7                                   | 9                                   | 0                                   | non disputati | |                              |
| 2017                                | 2017                                | NFL                                 | NFC                                 | East                                | 1                                   | 13                                  | 3                                   | 0                                   | V Divisional play-off contro gli Atlanta Falcons (15-10) V NFC Championship contro i Minnesota Vikings (38-7) V Super Bowl LII contro i New England Patriots (41-33)    | Nick Foles premiato come MVP del Super Bowl                                                                                                |                              |
| Totale                              | Totale                              | Totale                              | Totale                              | Totale                              | Totale                              | 562                                 | 592                                 | 26                                  | Record di stagione regolare | Record di stagione regolare | Record di stagione regolare  |
| Totale                              | Totale                              | Totale                              | Totale                              | Totale                              | Totale                              | 22                                  | 21                                  |                                     | Record dei play-off | Record dei play-off | Record dei play-off          |
| Totale                              | Totale                              | Totale                              | Totale                              | Totale                              | Totale                              | 584                                 | 613                                 | 26                                  | Stagione regolare e play-off | Stagione regolare e play-off | Stagione regolare e play-off |

Legenda
- Vittoria nel Super Bowl (dal 1966)
- Vittoria nella lega (1920-1969)
- Vittoria nella Conference

- Vittoria nella Division
- Qualificazione al Wild Card Game (dal 1978)
- V = Vittorie

- S = Sconfitte
- P = Pareggi
- T = Posizione a pari merito